# Il diabolico dottor Mabuse
Il diabolico dottor Mabuse (Die 1000 Augen des Dr. Mabuse) è un film del 1960 diretto da Fritz Lang.
Fu girato nell'allora Berlino Ovest, ed è anche il terzo e ultimo di una trilogia cinematografica che il regista, al suo ultimo film, ha dedicato al personaggio del dottor Mabuse, dopo i film del 1922 e 1933. Il personaggio del dottor Mabuse, interpretato a partire da questo film da Wolfgang Preiss, è stato ripreso in seguito in altre opere cinematografiche di diversi registi.

## Trama
Narra la vicenda del discendente del primo dottor Mabuse che, sfruttando i suoi poteri ipnotici, compie innumerevoli delitti pur di accrescere la sua ricchezza e il suo potere. Il dottor Mabuse incarna il Male assoluto e, come rivela nel film, punta alla "distruzione del mondo".

### Sequenze
- Montaggio parallelo. Traffico cittadino. Un uomo aspetta nella sua auto al semaforo. Una vettura gli si accosta. Nel sedile posteriore un tale tamburella nervosamente con le dita su una scatola a forma di violino. Stacco sull'ufficio della Squadra Omicidi. Il commissario Kras accoglie con scetticismo la telefonata di un cieco di nome Cornelius, presunto veggente irlandese, che lo avverte di un imminente assassinio. Stacco sulle auto al semaforo. Con uno strano fucile l'individuo della seconda vettura prende la mira. Il semaforo è verde, tutte le automobili partono, tranne una.
- Studi televisivi. Il telecronista Peter Barter, da cui si attendevano importanti rivelazioni, è in ritardo per l'inizio della sua rubrica. Poco dopo l'annunciatrice, con le lacrime agli occhi, comunica che è morto. Un attacco cardiaco lo ha stroncato al volante della sua auto. Stacco sull'auto del killer. L'autista esprime curiosità sull'identità del dottore ma viene avvertito che per una curiosità del genere un americano è stato trovato con la gola tagliata.
- L'autopsia rivela che il giornalista non è deceduto per morte naturale ma è stato ucciso da un ago d'acciaio che gli ha perforato il cranio. Nel suo appartamento, professionisti del crimine hanno asportato tutto, tranne la fotografia di un'amica. Le indagini sull'arma conducono a un prototipo americano rubato da un soldato ritrovato poi con la gola tagliata.
- La modalità dell'omicidio del giornalista fa ricordare a un investigatore un caso simile accaduto agli inizi degli anni trenta, (citazione da Il testamento del dottor Mabuse), l'omicidio del dottor Kramm. Il mandante era stato identificato nel dottor Mabuse, internato successivamente in un manicomio criminale, dove morì nel 1932. Si cercano gli atti del processo a Mabuse.
- Montaggio alternato. Il gangster n. 8 riceve una comunicazione del capo. S'intravede un piede deforme e si ode una voce: "Qui parla il dottor Mabuse! Da quattro giorni si trova in città un cittadino americano, Henry Travers, capo di un'importante industria. È intenzionato a concludere accordi inerenti a un'attività che interessa alla nostra organizzazione. Seguitene ogni movimento". Contemporaneamente appare l'americano, alloggiato all'hotel Luxor, in trattative per l'acquisto di impianti destinati alla costruzione di missili atomici.
- Anche il telecronista, prima di morire, era passato dall'hotel Luxor, dove aveva fatto visita alla signorina Marion Ménil. Si tiene una riunione fra i capisezione e il capo dell'Interpool. Costui enumera una serie di delitti insoluti, avvenuti negli ultimi due anni. Tutte le vittime erano passate, nei giorni precedenti la morte, all'hotel Luxor. Si rende indispensabile scoprire cosa succede in quel luogo, e perciò un agente fidato dell'Interpool è già stato inviato sul posto.
- Una giovane donna, che poi si scoprirà essere Marion Ménil, è in bilico su un cornicione dell'hotel e minaccia di buttarsi sotto. Henry Travers, il miliardario americano, dalla finestra della sua stanza, la persuade, con argomenti convincenti, a desistere, l'afferra per una mano e la salva (la scena ne ricorda una simile in Spione). La prende sotto la sua protezione e si mette in contatto col medico personale che l'ha in cura, il dottor Jordan. Ospite dell'hotel è anche un tipo curioso, l'assicuratore Hieronymus Mistelzweig che cerca di vendere le sue polizze, intrattenendo con chiacchiere e battute spiritose gli altri clienti.
- L'auto di Travers per poco non investe il veggente cieco Cornelius, mentre attraversa la strada con il suo cane. Accettato un passaggio dall'americano, Cornelius gli predice un incidente automobilistico e un problema d'affari. Entrambe le previsioni si avverano. L'auto si scontra con un camion e nell'impianto atomico Arar, che doveva comprare, si verifica un'esplosione. Cornelius, a casa sua, trova Kras. Il commissario confessa che nel caso Barter brancola nel buio e gli chiede di usare i suoi poteri per indovinare qualcosa sull'arma del delitto, l'ago d'acciaio. Racconta poi della telefonata di uno sconosciuto inspiegabilmente informato di notizie non ancora diffuse dalla polizia. Più tardi un ganster è ucciso. Nell'ufficio di Kras, il telefono, appena riparato, esplode e un agente perde la vita.
- Travers invita a cena Marion. Vorrebbe partire con lei per Parigi, ma Marion allude a impedimenti insuperabili. Senza che se accorgano sono spiati su un monitor. Nel locale è presente anche l'assicuratore che cena e balla con una bionda appariscente, una collaboratrice di Kras. Travers decide di restare e manda cinquanta rose rosse a Marion. Il detective dell'albergo gli mostra che da una stanza, attraverso uno specchio, si spia nell'appartamento occupato dalla bella Marion.
- Seduta spiritica a casa di Cornelius (citazione da Il dottor Mabuse, e da Il prigioniero del terrore). Ci sono Travers, Mistelzweig, l'ispettore con la moglie e Marion. Cornelius consiglia all'ispettore di cambiare di posto; uno sparo colpisce la sedia lasciata vuota. "In 48 ore due attentati contro di me!" è il commento di Kras.
- Scoppia un temporale (Il dottor Mabuse, Spione, Gardenia blu). Marion si rifugia da Travers e lui le propone di sposarlo. Lei racconta di essere già sposata. Il marito, geloso e violento, non le concederà mai il divorzio. Lo prega di dimenticarla. Al telefono il professor Jordan l'avvisa che sta arrivando il marito. È l'uomo dal piede deforme. Fa una scenata e minaccia di sfregiarla con un coltello. Travers, che spia attraverso lo specchio, irrompe e spara all'uomo, convinto di averlo ucciso. Il professor Jordan, chiamato in soccorso da Marion, arriva con incredibile rapidità, e con l'aiuto del detective dell'albergo, Berg, porta via con l'autoambulanza della clinica, il corpo. L'uomo non è affatto morto, ma mentre si alza dalla barella gli sparano a bruciapelo. Nello stesso tempo l'assicuratore, fattosi prestare un impermeabile dal barista dell'hotel, esce, vede l'ambulanza e accanto il cane di Cornelius. Cattura il cane.
- Una telefonata sveglia Kras. I poliziotti sono intervenuti nell'incendio di una casa e hanno trovato un morto senza documenti di riconoscimento. Ha un piede deforme. È stato ucciso dalla stessa arma usata per Barter e nella seduta spiritica. La mattina Cornelius riceve la visita dell'assicuratore che gli fa notare l'assenza del cane e gli tende una trappola per smascherarne la finta cecità. Complimentandosi per l'abilità dimostrata nel ruolo di cieco-astrologo, Mistelzweig gli offre di mettersi in affari con lui, metà e metà dei profitti: uno predice il futuro e l'altro stipula polizze assicurative.
- L'americano sta partendo con Marion ma ha qualche sospetto su di lei. La donna confessa di essere un'agente della banda e di averlo ingannato, per sposarlo e impadronirsi dei suoi soldi. Ma ora lo ama. L'albergo ha occhi e orecchie: ovunque ci sono delle telecamere che osservano e ascoltano. Nel sotterraneo c'è la centrale della banda, un gigantesco centro di spionaggio costruito dalla Gestapo, prima della fine della seconda guerra mondiale. Ora è controllato dal professor Jordan, l'erede di Mabuse.
- Travers e Marion scendono con l'ascensore ma sono deviati nel seminterrato e rinchiusi in una cella a morire di fame o a uccidersi con una rivoltella, consegnata dallo stesso Jordan. Marion è ferita e rischia di morire dissanguata. L'assicuratore osserva perplesso i movimenti dell'ascensore e individua una chiave negli ingranaggi che ne modifica il percorso. Kras è avvertito della sparizione dell'americano e di Marion. Piantona con i suoi uomini tutte le uscite e procede a una sistematica perquisizione dell'intero stabile.
- Jordan si traveste e, resosi irriconoscibile, lascia l'albergo, ma, mentre attraversa la hall, il cane di Cornelius, sequestrato da Mistelzweig e liberato di proposito in quel preciso momento, gli corre incontro festoso e ne rivela l'identità. Mistelzweig cerca di fermare Jordan/Cornelius ma è aggredito dal cane che difende il padrone. Kras è bloccato dal detective Berg, uomo di Jordan.
- Una grossa macchina grigia e tre fedelissimi attendono il dottore. L'auto parte a gran velocità. La polizia insegue. Dopo cambi di targa e depistaggi, su un ponte, a un posto di blocco, l'auto è colpita, va fuori strada e precipita nel fiume. Trovato l'accesso alla sala di comando, Mistelzweig, che altri non è che l'agente speciale dell'Interpool, scende nei sotterranei e libera gli sfortunati amanti, dopo una sparatoria con l'ultimo gangster sopravvissuto. In ospedale Marion è curata e assistita; Travers le è accanto e la tiene per mano.

## Produzione
Coproduzione tedesco occidentale-franco-italiana: CCC Filmkunst-Critérion Films-Cei-Incom-Omnia Distribution

### Soggetto
La pellicola, tratta dal romanzo in esperanto Mr. Tot Aĉetas Mil Okulojn dello scrittore polacco Jan Fethke, porta la storia nell'epoca odierna e combina elementi dei film alla Edgar Wallace, spionaggio e controllo stile "Grande Fratello" con il nichilismo tipico del mondo del dottor Mabuse.

### Riprese
La lavorazione del film durò 42 giorni.

### Prima
La prima ebbe luogo a Stoccarda il 14 maggio 1960, Gloria-Palast.

## Accoglienza

### Critica
«Come film d'avventura l'ultimo Lang è magistrale: dando sfogo alla sua passione per gli episodi drammatici svolti a un ritmo da mozzare il fiato, il regista realizzò un'opera che regge bene il confronto con il lavoro del suo precedente periodo americano. Ma è anche qualcosa di più di un film d'avventura: Lang voleva lanciare un avvertimento sulla dipendenza dalla tecnologia, sui benefici della scienza che possono trasformarsi in minaccia in un'epoca in cui un pazzo premendo un bottone può scatenare una catastrofe nucleare».

#### Il cineasta Lang e Mabuse
«Resuscitare il mefistofelico dottore significa anche riassumere le forme, i contenuti e il significato di una vita donata al cinema.
Gli occhi di gufo della prima maschera di Mabuse, trasformati nelle orbite incavate che caratterizzano il Dottore del Testamento, diventano gli occhiali neri sul volto ascetico di Cornelius, gli stessi che rafforzano e limitano lo sguardo dell'autore. Sembra che Lang approfitti del personaggio per dirci tutta la pena e l'ansia di un regista invecchiato, gradualmente derubato della libertà e della luce […] Con il sembiante di Mabuse, Lang chiude infatti il primo periodo tedesco e suggella l'intera carriera».

## Tecnica cinematografica

### Tensione e tecnica narrativa
- Lang mantiene la tensione nascondendo parecchi particolari, seminando dei semplici indizi. Un uomo è assassinato in auto, sapremo solo dopo che si tratta del reporter Peter Barter e ignoriamo il movente. L'assicuratore esce con l'impermeabile e un fagotto, vede il cane di Cornelius che gli ringhia minaccioso, il giorno dopo Kras osserva che ha un graffio alla mano e in casa di Cornelius il cane è sparito: lo spettatore sospetta che sia lui ad aver sequestrato il cane ma solo nella sequenza successiva ne avrà la certezza e capirà il perché. Poco alla volta i particolari si incastrano e così si delinea l'intreccio.
- Per mantenere il ritmo narrativo teso e rapido Lang utilizza sovrapposizioni, ellissi, tagli. Se qualcuno parla di una persona, oggetto, o avvenimento, l'inquadratura successiva ci farà vedere qualcosa di questa persona, oggetto o avvenimento. Ad esempio: si sospetta di Mabuse, si vede la sua tomba coperta di vegetazione, in rapida successione il fascicolo della polizia, il quartier generale dei gangster, un primo piano di una gamba col piede deforme; si parla dell'arma del delitto ed essa ci appare nelle mani del tecnico di laboratorio che con freddezza professionale ne descrive le caratteristiche; oppure due gangster seguono i movimenti del miliardario americano Henry Travers, subito dopo egli ci viene mostrato nel suo albergo Luxor che tratta per l'acquisto di un impianto atomico.[2]